# Polygynia
Em botânica, poligynia é uma ordem de plantas segundo o sistema de Linné. Apresentam flores hermafroditas com grande número de pistilos.
Está circunscrita nas seguintes classes:
- Classe 5. Pentandria
- Classe 6. Hexandria
- Classe 11. Dodecandria
- Classe 12. Icosandria
- Classe 13. Polyandria